# Mont Parnasse
Pour les articles homonymes, voir Parnasse et Montparnasse.
Le mont Parnasse (ou simplement Parnasse, du grec ancien Παρνασσός / Parnassós) est une montagne du centre de la Grèce, qui surplombe la cité de Delphes, à proximité d'Aráchova. Particulièrement vénéré dans l'Antiquité, il était consacré à la fois au dieu Apollon et aux neuf Muses, dont il était l'une des deux résidences avec le mont Hélicon. Il fait partie des dix parcs nationaux de Grèce. Le Parnasse accueille le principal domaine skiable de Grèce.

## Mythologie et histoire
L'origine du nom est probablement préhellénique. Ainsi, des archives hittites ont révélé l'existence d'un toponyme anatolien comparable : Parnašša qui semble dérivé du hittite et du louvite parna signifiant « maison » ou « demeure ». Il semblerait que, primitivement, le sommet du Parnasse, comme celui de l'Olympe, fut considéré comme le haut lieu de culte de la hiérogamie du Ciel (Zeus, associé à Ouranos, divinité première du ciel) et de la Terre (Gaïa), car on sait que le sanctuaire de Delphes fut d'abord consacré à Gaïa avant d'échoir à Apollon.
La mythologie locale explique l'origine du nom du mont Parnasse par un héros éponyme, Parnassos, fils du dieu Poséidon et de la nymphe Cléodore. Il est élevé par un père humain, Cléopompe. Parnassos donne son nom à la montagne. Il aurait fondé la toute première ville, Parnassos, submergée au moment du déluge de Deucalion. Parnassos aurait également inventé la divination par observation du vol des oiseaux.
Dans les Métamorphoses d'Ovide, c'est au sommet de cette montagne, le « seul endroit de la terre que les eaux n'eussent pas couvert », lors du déluge provoqué par les Dieux, que l'embarcation de Deucalion accoste.
Par ailleurs, le mont Parnasse est brièvement évoqué dans l’Odyssée d'Homère comme étant le lieu où le héros Ulysse aurait été blessé par un sanglier dans sa jeunesse.
Enfin, c'est sur les pentes du Parnasse que se trouve l'Antre corycien.
En France, un mouvement littéraire de la seconde moitié du XIXe siècle prend le nom de Parnasse ; ce mouvement est notamment dirigé par Théophile Gautier, ancien romantique, et prône la doctrine de « l'art pour l'art » : un art désintéressé de l'engagement et axé sur la beauté des mots.
L'homonymie avec le quartier du Montparnasse n'est pas fortuite : les étudiants du quartier latin avaient nommé avec humour Mont Parnasse un amas de gravats qui formait, avant 1725, une colline artificielle sur l'actuel carrefour entre le boulevard du Montparnasse et le boulevard Raspail.

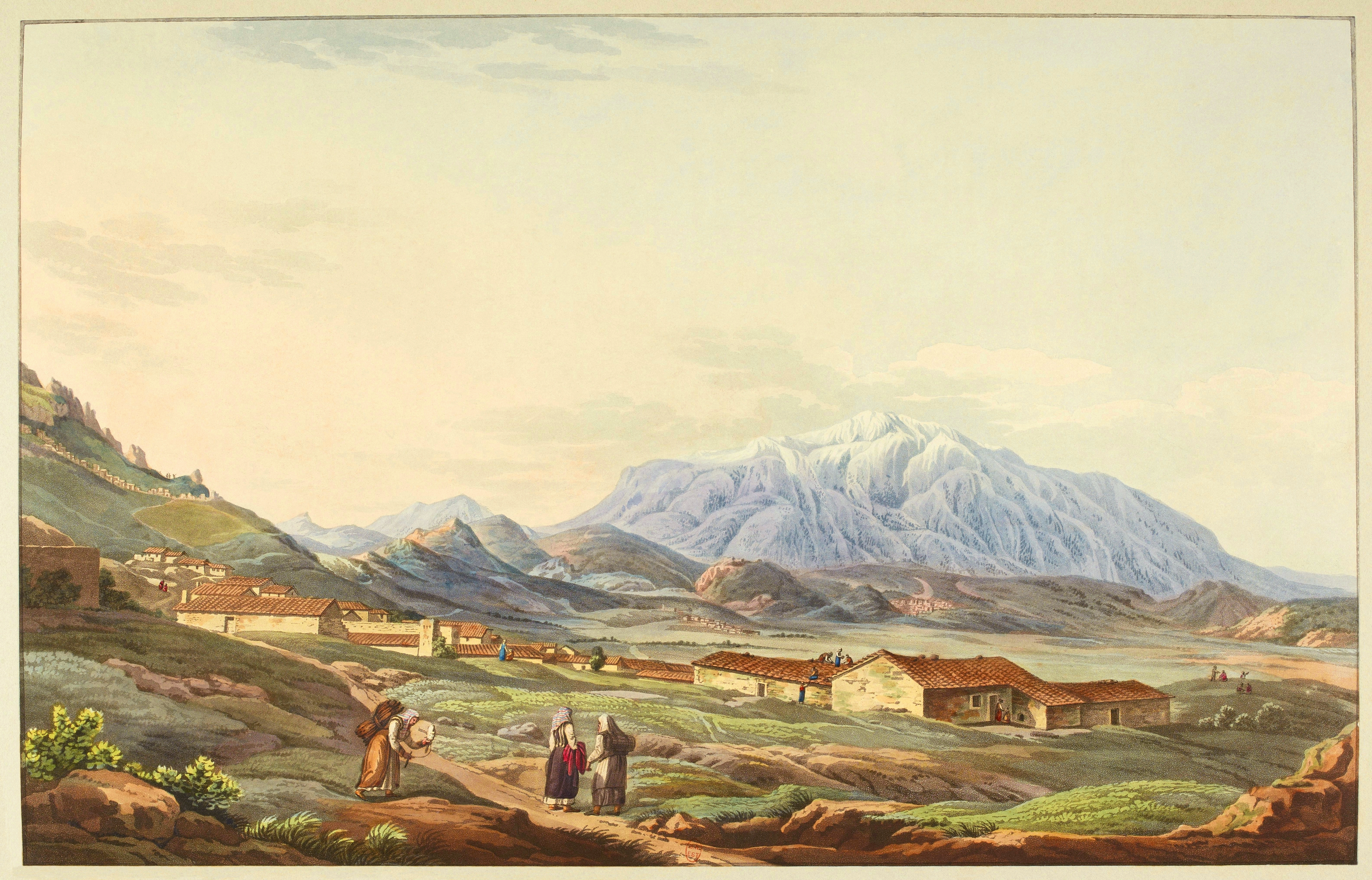
Le mont Parnasse en 1821, par Edward Dodwell.

## Parc national
Le Parnasse est un massif calcaire des Hellénides, riche en bauxite, qui a été intensément exploitée depuis la fin des années 1930, ce qui a produit des dommages à l'environnement local, auxquels se sont ajoutés ceux liés aux stations de ski de Kellária et de Phtérólakka ; désormais, la majeure partie du massif constitue un espace naturel protégé.

## Domaine skiable
Parnassos est aussi la plus grande station de sports d'hiver de Grèce. Elle est située à 180 km de la capitale Athènes. Elle est constituée des deux sites de Kellária et de Phtérólakka, reliés entre eux par des remontées mécaniques et des pistes de ski.

### Kellária
La télécabine Aphrodite relie le plateau (1 750 m) à 1 950 m. La station possède aussi un télésiège débrayable d'un débit horaire de 2 500 personnes, et 4 télésièges à pinces fixes. Le reste des remontées est constitué de téléskis.
La piste Vakhos (no 2) est homologuée FIS.
La pratique du ski hors-piste y est possible.

### Phtérólakka
Les premières remontées de Parnassos y furent construites en 1976. Depuis l'hiver 1988, le télésiège Hermès relie le domaine à Kellária.
Le domaine d'altitude commence à 1 860 m. La piste Iniochos (no 6) est homologuée FIS.

### Hiérodóvrachos
La plus petite station de Hiérodóvrachos (« du rocher sacré ») est reliée par les pistes à Kellária.
Parnassos est équipée de 6 dameuses, dont une avec treuil pour les pentes raides. La station n'offre pas de logement sur place car elle fut créée avant tout pour aider le développement touristique des communes alentour, où l'offre locative est abondante.